# Perizoma aquilaria
Perizoma aquilaria är en fjärilsart som beskrevs av Herrich-Schäffer 1848. Perizoma aquilaria ingår i släktet Perizoma och familjen mätare. Inga underarter finns listade i Catalogue of Life.